# Bombylius rufum
Bombylius rufum är en tvåvingeart som beskrevs av Olivier 1789. Bombylius rufum ingår i släktet Bombylius och familjen svävflugor. Inga underarter finns listade i Catalogue of Life.